# Bundanoon
Bundanoon (Pronuncia: /ˈbʌndəˌnuːn/) è una città australiana situata nelle Highlands meridionali nello stato del Nuovo Galles del Sud, colloquialmente conosciuta con il soprannome di Bundy/Bundi. Esattamente come le altre città del sud delle Highlands meridionali, la città ha visto un ciclo economico di boom e recessione.
Molte delle case presenti in questo villaggio divennero vittime degli incendi del gennaio 2020 che sono divampati nell'intera nazione, causando la distruzione di diversi milioni di ettari e la morte di 33 persone.
Al censimento del 2021, la popolazione contava 2869 persone residenti.

## Storia

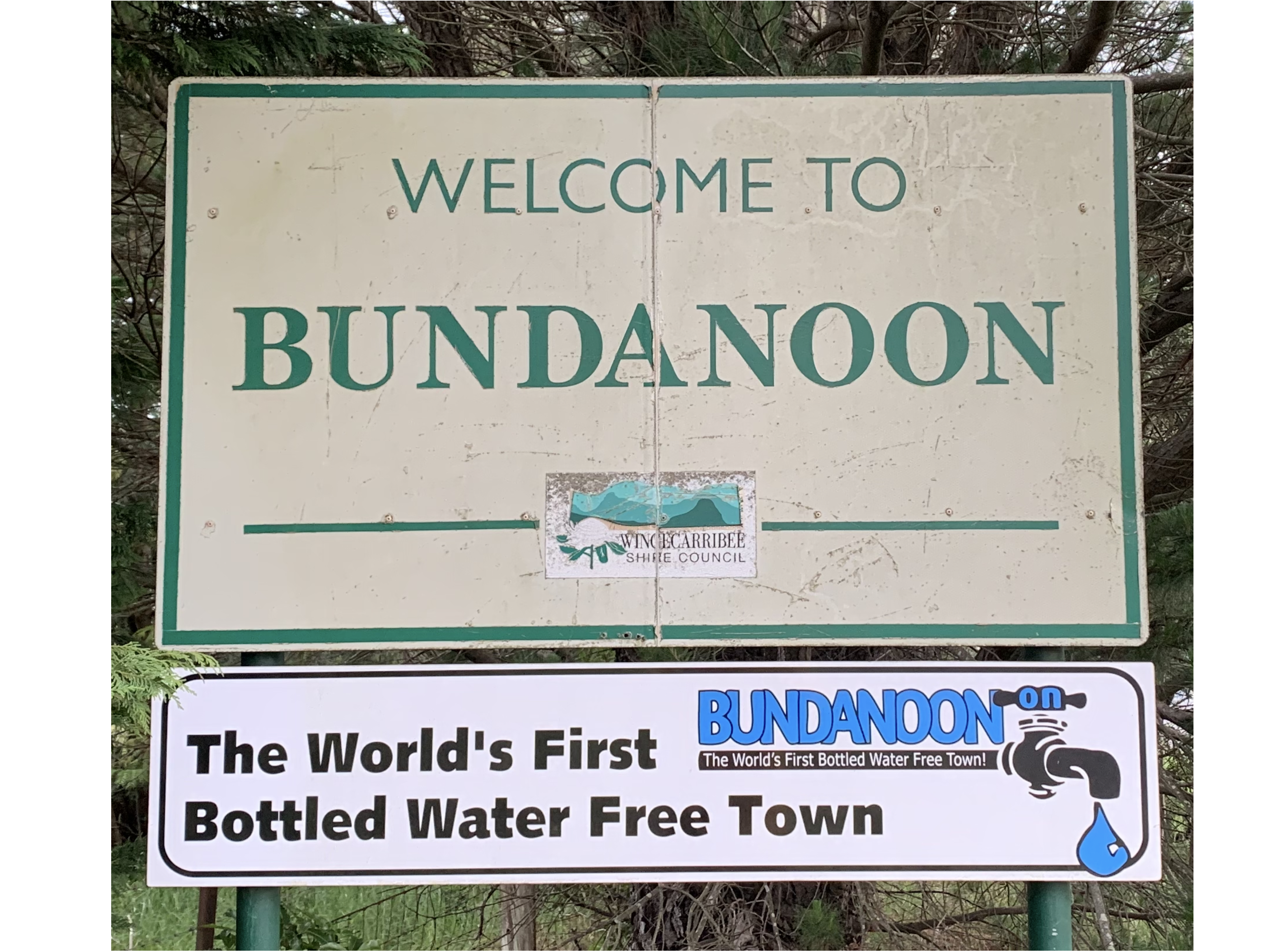
Cartello di benvenuto a Bundanoon

La città è stata inizialmente chiamata "Jordan's Crossing" e il cambio di nome per l'ufficio postale è stato pubblicato nella Gazzetta Ufficiale nell'aprile del 1881. C'è però da dire, che fosse stata segnalata già nel 1870 come "Comune di Bundanoon a Jordan's Crossing" quando si tenne una riunione per istituire la scuola pubblica. "Bundanoon" è un nome aborigeno che significa "luogo di profondi burroni".
La cittadina divenne una nota meta turistica all'inizio del XX secolo per il suo panorama pittoresco e il bellissimo scenario di quello che adesso è il Morton National Park. Nel 1950 tuttavia, i cambiamenti nello stile di vita, in particolare l'accessibilità economica dell'auto, hanno offerto agli abitanti delle città più opzioni e Bundanoon ha rifiutato.
Dal 1980, alla fondazione del Bundanoon History Group si incontra una volta al mese al museo di storia The Old Good Shed, dove ci sono conservati tutti i record scritti e una collezione di fotografie.
Il boom immobiliare di Sydney del XXI secolo rese Bundanoon una meta economicamente più accessibile. I valori degli immobili sono aumentati così tanto, che nel 2007 la vendita delle case raggiunse più di un milione di dollari. Nel luglio del 2009, un'iniziativa della comunità chiamata "Bundy on Tap", protestò contro l'utilizzo di bottiglie di plastica per la distribuzione e vendita di acqua potabile. Le imprese locali si sono invece impegnate a riempire, su richiesta, bottiglie riutilizzabili con acqua del rubinetto. La protesta era più che altro motivata a protestare contro l'azienda Norlex (un'azienda che sviluppa soluzioni sostenibili per il trattamento dell'acqua e dell'aria) e la ben nota multinazionale Coca-Cola (che possiede i brand australiani dell'acqua in bottiglia Neverfail, fallito nel 2021, e Mount Franklin) le quali estraevano acqua dalle acque sotterranee della città.
Nel 2020, la città fu vittima degli incendi del gennaio 2020 e molte case furono distrutte.

## Monumenti e luoghi di interesse

### Architetture civili

#### Scuole
La prima scuola, la "Bundanoon Public School", fu istituita nel 1871. Al 2016 contava 190 studenti, scesi a 160 quattro anni dopo. La sala della Primitive Methodist Church fu la prima scuola, con la signora Dinah Osborne come insegnante. Una nuova scuola di due aule fu costruita nel 1880 ed è ancora utilizzata come biblioteca scolastica.

### Architetture religiose

#### Cristiane
- Cattoliche: Si può menzionare la chiesa cattolica di Santa Brigida costruita nel 1895. Prima di allora, i riti cattolici venivano eseguiti a Sutton Forest.
- Anglicane: Si può menzionare la chiesa della Santa Trinità Anglicana costruita nel 1871. Inizialmente costruita in legno, fu ricostruita nel 1905 in pietra, dopo un incendio boschivo avvenuto nel dicembre del 1904.[10]
- Unitarie: Parte della parrocchia di Moss Vale-Bundanoon-Robertson.

#### Buddhiste
- Theravada: Si può menzionare il monastero di Sunnataram Forest. Il monastero è un luogo di meditazione e contemplazione, un posto per le pratiche delle monache Bhikkhunī.

## Infrastrutture e trasporti
La stazione ferroviaria di Bundanoon si trova lungo la linea delle Highlands meridionali. La maggior parte dei servizi termina a Moss Vale, ciò vuol dire che Bundanoon riceve servizi limitati. Nonostante questo, però, il 2 aprile del 1999 la stazione è stata inserita dal governo del Nuovo Galles del Sud fra i siti patrimoni dell’umanità. I servizi locali di bus sono gestiti dalla Berrima Bus Lines.